# 馬爾科·卡利朱里
馬爾科·卡利朱里（義大利語：Marco Caligiuri）是德國的一位足球運動員，在場上司職中場，現已退役。
2014年8月22日，卡利朱里重新加盟格雷特霍夫，2020年5月球會不再與他續約，6月宣佈退役。

## 外部連結
- 官方网站
- Marco Caligiuri （页面存档备份，存于） at kicker.de （德文）
- fussballdaten.de：Marco Caligiuri之統計數據 （德文）